# Trauttmansdorff

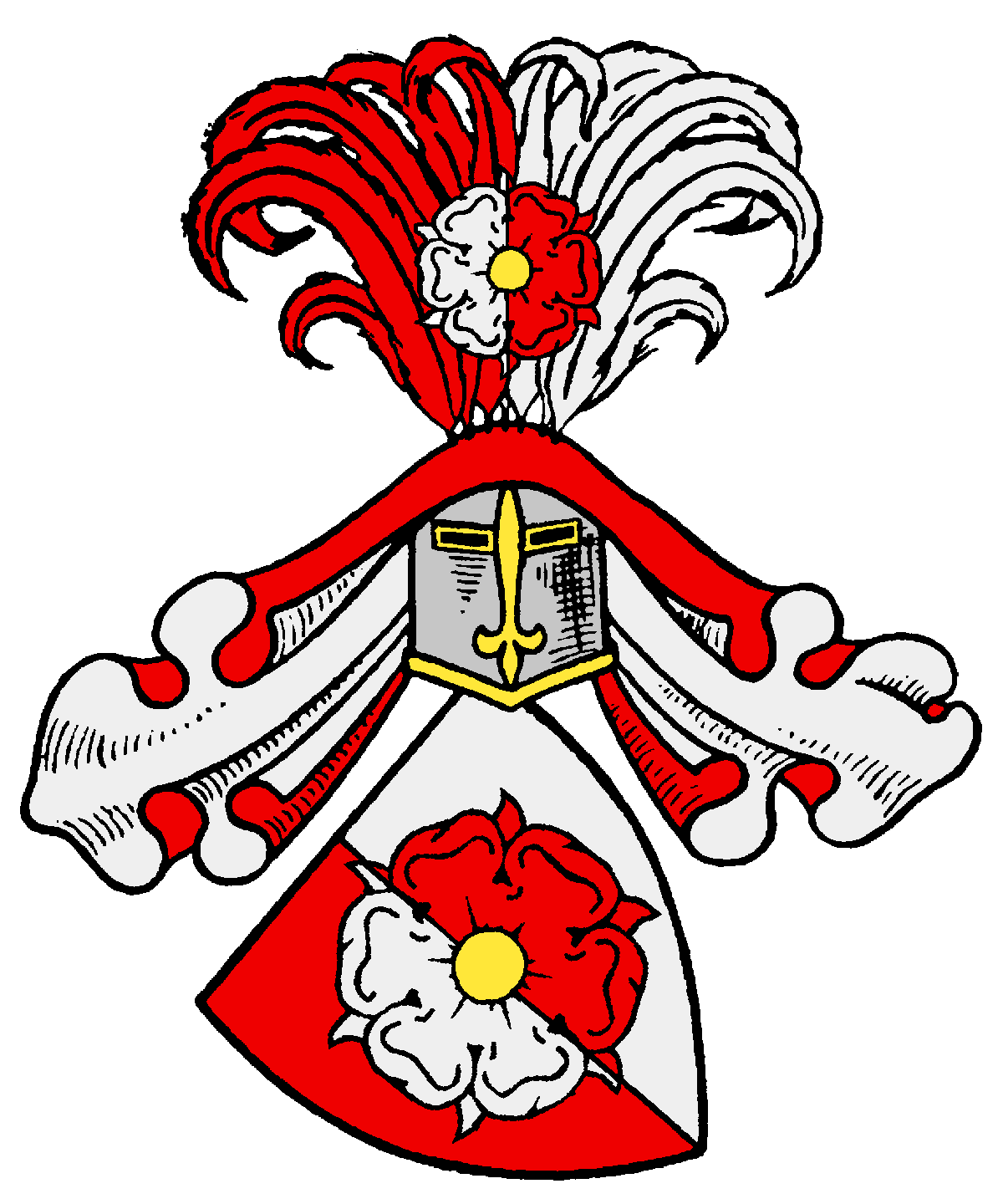
Stammwappen derer von Trauttmansdorff

Trauttmansdorff (auch Trautmansdorf, Trauttmansdorf) ist der Name eines hochadeligen österreichischen und böhmischen Adelsgeschlechts, das dem Steiermärkischen Uradel entstammt und 1623 in den Reichsgrafenstand, 1805 in den Reichsfürstenstand erhoben wurde.

## Geschichte

### Ursprung und Besitztümer

#### Ministerialen von Wildon und Wallsee
Die Stammreihe der Familie beginnt mit Herrand von Trautmansdorf, der urkundlich von 1308 bis 1325 genannt wird. Das Geschlecht war zu Anfang in Diensten der Ministerialen von Wildon und ging dann in jene der von Wallsee über. Aufgrund der Nachbarschaft der Stammsitze und des identen Wappen mit der Rose dürften auch die späteren Grafen und Fürsten Trauttmansdorff den Rosenberger, den nachmaligen Orsini-Rosenberg, entsprossen sein, die wiederum den Herren von Graben entsprangen. Die Trauttmansdorffer entwickelten sich zu einem der bedeutendsten Ministerialengeschlechter in Österreich.

#### Stammburg Trautmannsdorf (Trautmannsdorf an der Leitha) und Stammhaus Trautmannsdorf in Oststeiermark

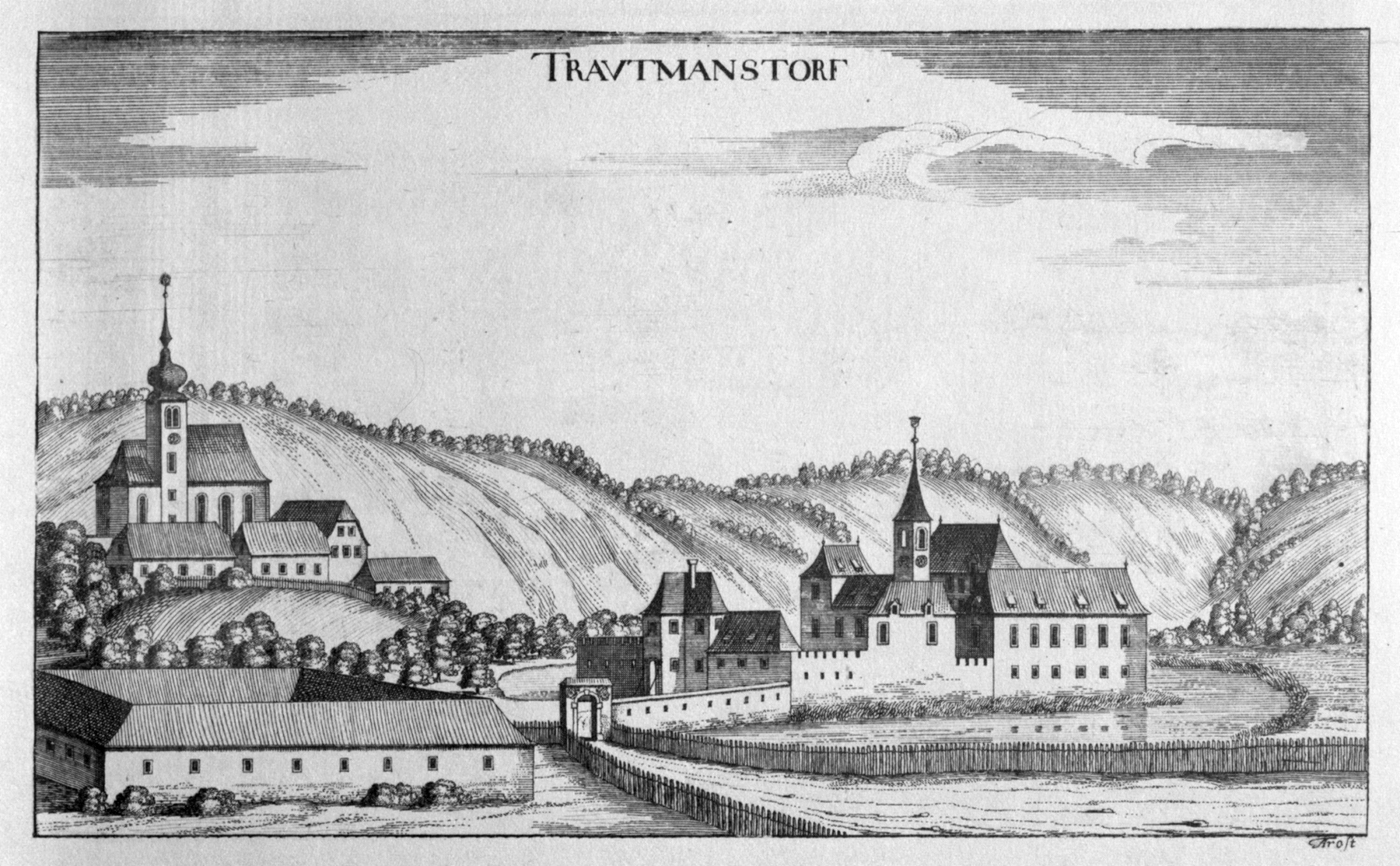
Trautmannsdorf in Oststeiermark, Wiege derer von Trauttmansdorff, Kupferstich von Vischer in Topographia Ducatus Stiriae, 444

Das Adelsgeschlecht soll nach älterer Literatur schon im 12. Jahrhundert auf der Burg Trautmannsdorf in Trautmannsdorf an der Leitha sesshaft gewesen sein, dessen Name sich von einem Trutman herleitet, der um 1100 unter den Babenbergern diente.
Das tatsächliche, gleichnamige Stammhaus des Geschlechts befand sich jedoch in Trautmannsdorf in Oststeiermark, heute Ortsteil der Gemeinde Bad Gleichenberg, bei Feldbach (Steiermark) im Bezirk Südoststeiermark.

#### Verzweigungen in der Steiermark, Tirol, Niederösterreich, Böhmen und Ungarn
Zweige der Familie waren in der Steiermark und in Tirol, in Niederösterreich wurden die Trauttmansdorff 1513 mit dem Erwerb von Totzenbach ansässig.
Als erste von zahlreichen Herrschaften in Böhmen erwarb der kaiserliche Geheime Rat Maximilian von und zu Trauttmansdorff 1623 Schloss Bischofteinitz, das bis 1945 Hauptsitz blieb. Er hatte die Herrschaft von der Böhmischen Hofkammer günstig erwerben können, die 1621 an den Besitz gekommen war, weil der Vorbesitzer Wilhelm von Lobkowitz wegen seiner Teilnahme am Prager Ständeaufstand zum Tode verurteilt und enteignet worden war. Größter Nutznießer der Enteignungen war indes der kaiserliche Generalissimus Wallenstein, zu dessen Sturz Maximilian von Trauttmansdorff 1634 beitrug.
Schloss und Herrschaft Teinitz blieben bis zur Enteignung im Jahre 1945 im Besitz der Fürsten Trauttmansdorff. Zu ihrem Teinitzer Güterbesitz gehörte ab 1656 auch Hostouň, ferner Puclice.
In Ungarn wurden ab 1625 ebenfalls Güter erworben. 1710 wurden auch Schloss und Herrschaft Gitschin (Jičín), die vormalige Residenz Wallensteins, erworben und, wie Teinitz, zum Familienfideikommiss gemacht.

#### Besitztümer (Auswahl)
- Schloss Kirchberg am Walde in Grafendorf bei Hartberg, Steiermark, von 1443 bis 1669 im Besitz der Familie
- Schloss Totzenbach, Ortschaft Totzenbach in Kirchstetten (Niederösterreich), von 1513 bis 1822 im Besitz der Familie
- Palais Trauttmansdorff (Graz), von 1525 bis 1983 im Besitz der Familie
- Schloss Negau (Negova, Slowenien), im Besitz von 1542 bis 1945[8]
- Schloss Trauttmansdorff in Meran (Südtirol, Italien), ab 1543 und erneut im 19. Jahrhundert im Besitz der Familie (nun im Besitz des Landes Südtirol)
- Schloss Burgau in Burgau (Steiermark), von ca. 1565 bis 1753
- Schloss Baumgarten, Niederösterreich, von ca. 1565 bis 1709
- Burg Neu-Gleichenberg, Steiermark, von 1581 bis 1945

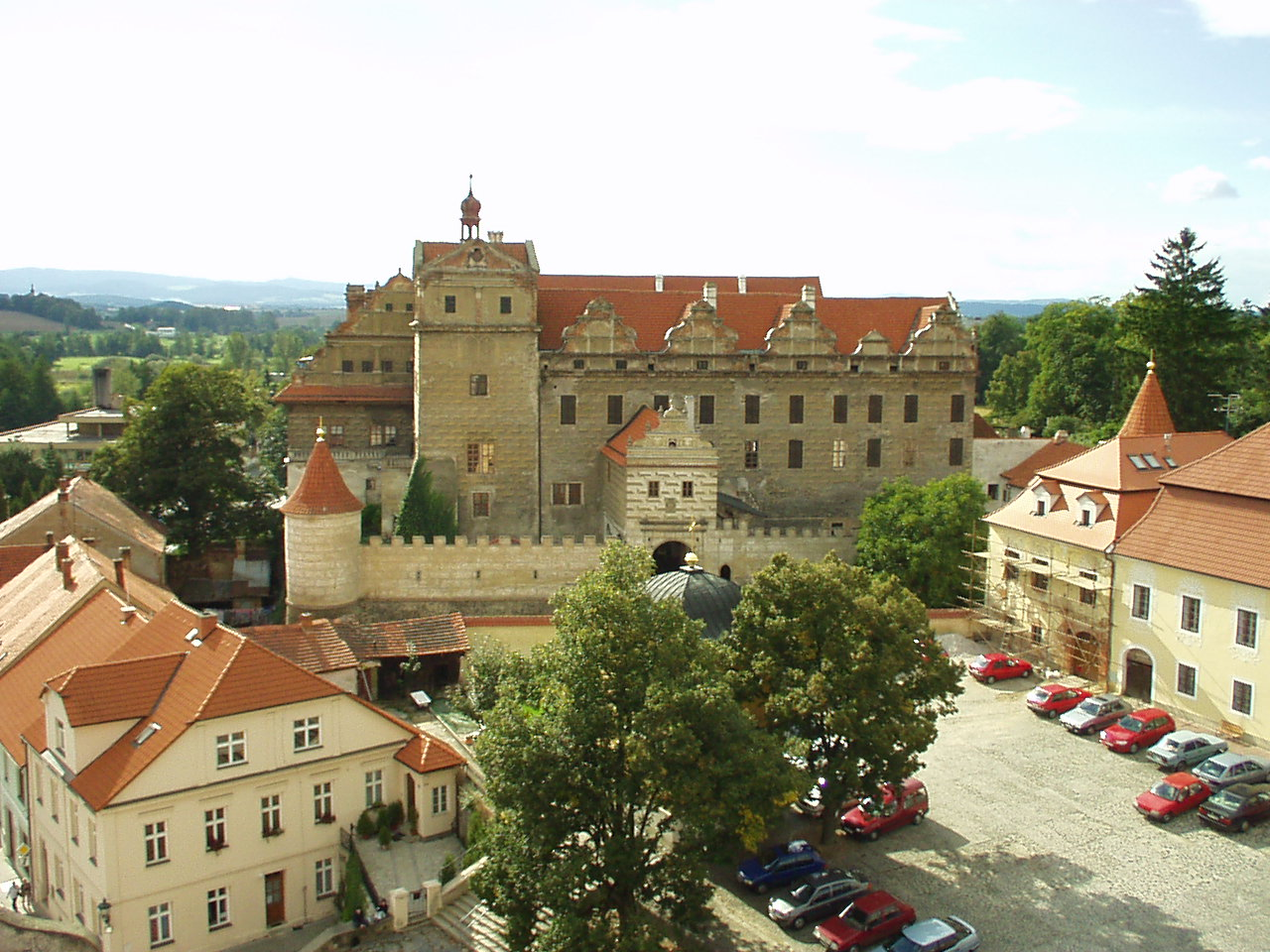
Schloss Bischofteinitz, Westböhmen

- Schloss Bischofteinitz, WestböhmenSchloss Bischofteinitz (Horšovský Týn) in Westböhmen, von 1622 bis 1945 im Besitz, ab 1656 auch Hostouň, ferner Puclice
- Schloss Oberthal, Steiermark, von 1624 bis 1798
- Palais Trauttmansdorff (Wien), von 1639 bis 1940
- Schloss Leitomischl (Schloss Litomyšl), Ostböhmen, von 1649 bis 1758
- Schloss und Herrschaft Grafenstein (Grabštejn), Nordostböhmen, von 1651 bis 1704
- Burg Rabenstein (Steiermark), von 1661 bis 1689
- Schloss Trautenfels, von 1664 bis 1815
- Schloss und Herrschaft Gitschin (Jičín) mit Burg Kumburk und Úlibice in Nordostböhmen, von 1710 bis 1945 im Besitz (ab 1827 ferner Ostroměř)
- Schloss Jemnischt (Schloss Jemniště), von 1717 bis 1773
- Schloss Liebenau (Graz), von 1790 bis 1829
- Burg Lipnitz, Burg Lipnice, Böhmen, vom 19. Jahrhundert bis 1924
- Schloss Fridau, Niederösterreich, von 1869 bis 1910
- Schloss Hösting und Schloss Boskovštejn, Südmähren, von 1908 bis 1945
- Schloss Weissenegg, Steiermark, von 1923 bis 1981
- Schloss Pottenbrunn bei St. Pölten, Niederösterreich, von 1926 bis heute im Besitz der Familie
- Schloss Unterkralowitz (Dolní Kralovice), von 1942 bis 1945

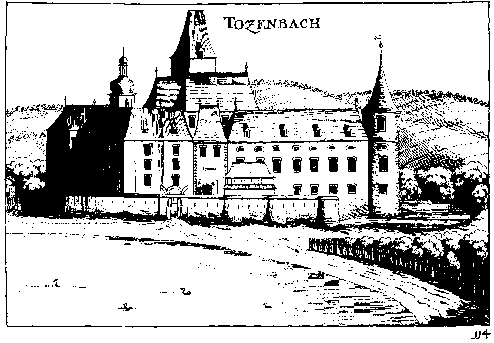
Schloss Totzenbach, Niederösterreich
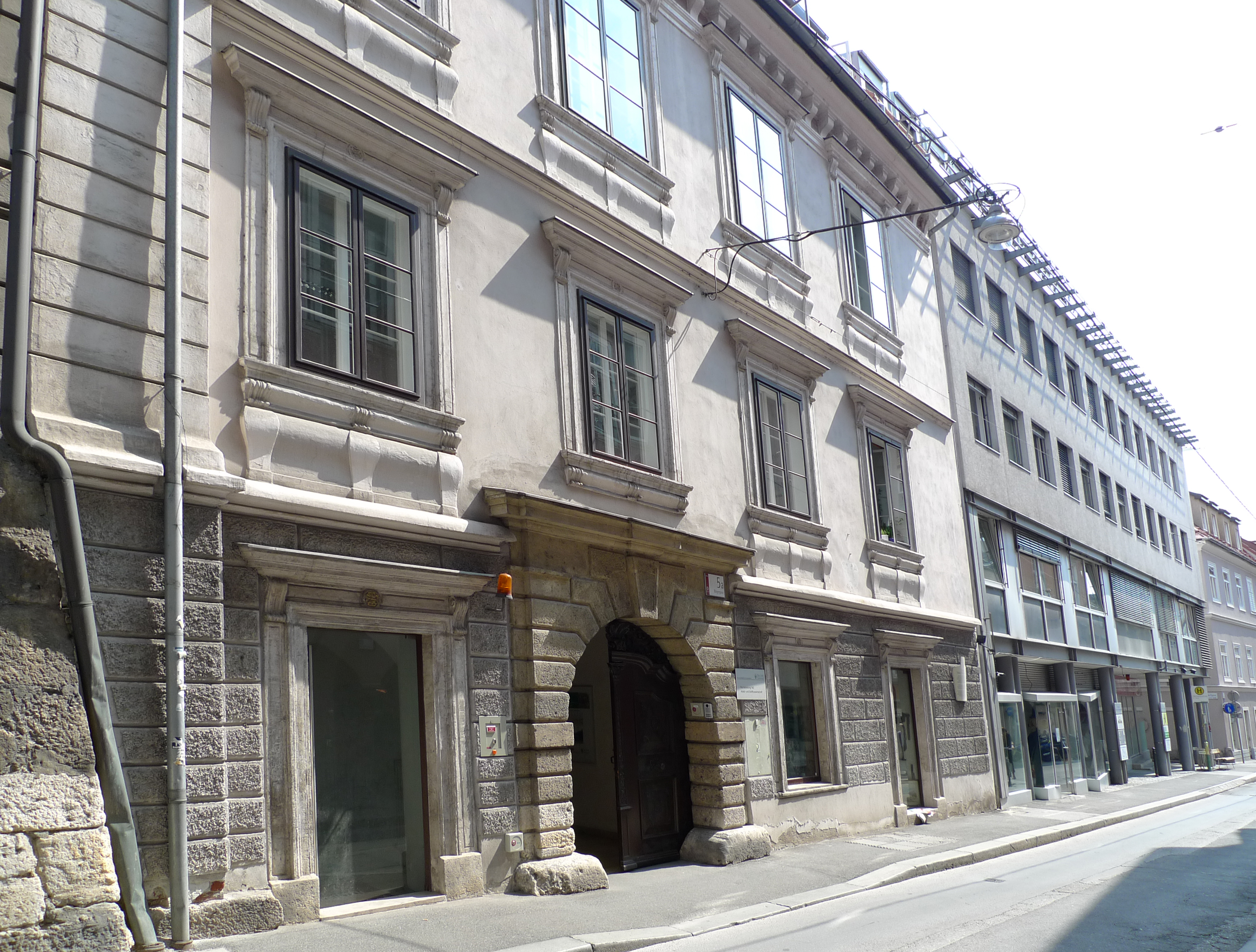
Palais Trauttmansdorff (Graz)
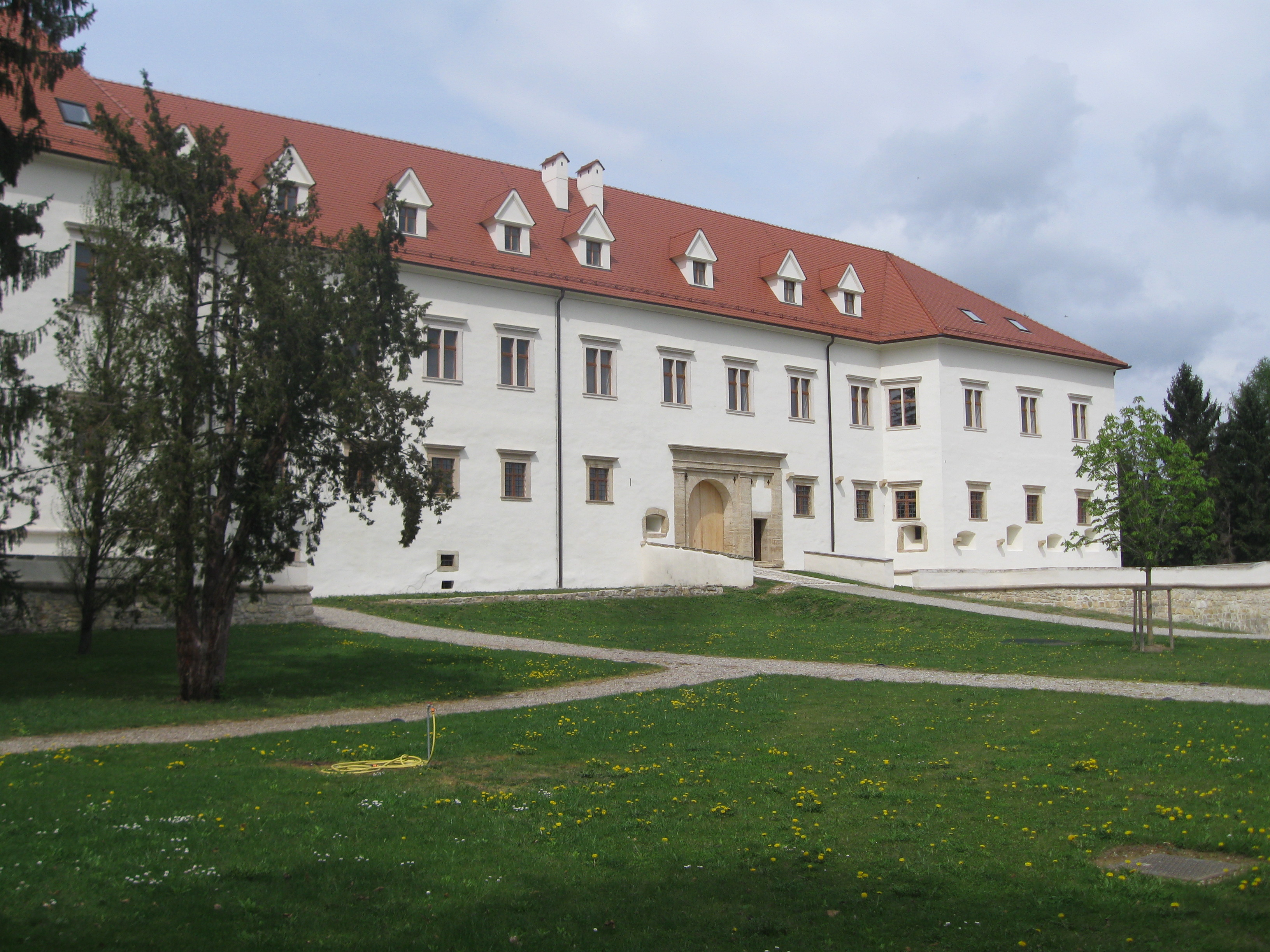
Schloss Negau (Negova, Slowenien)
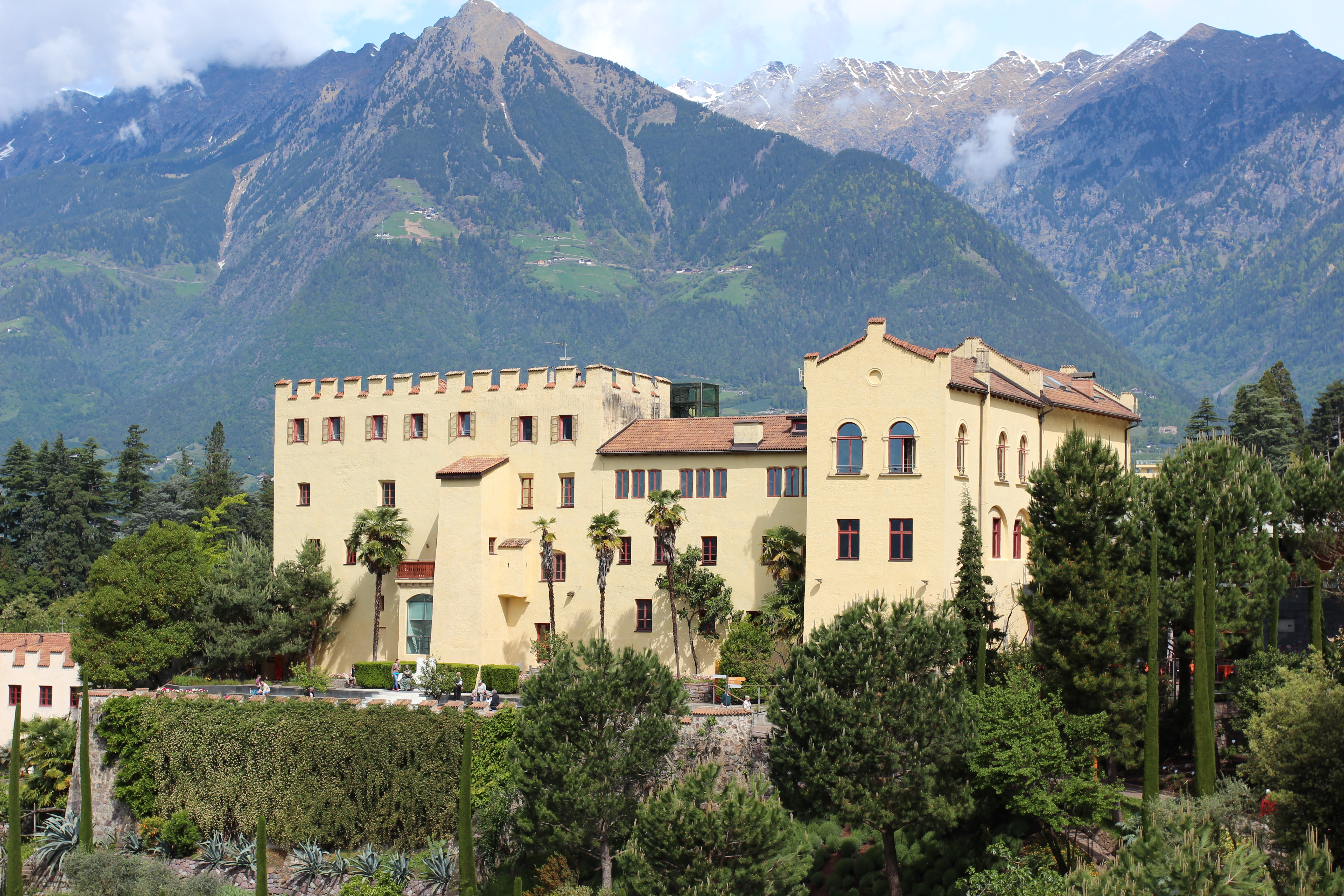
Schloss Trauttmansdorff in Meran
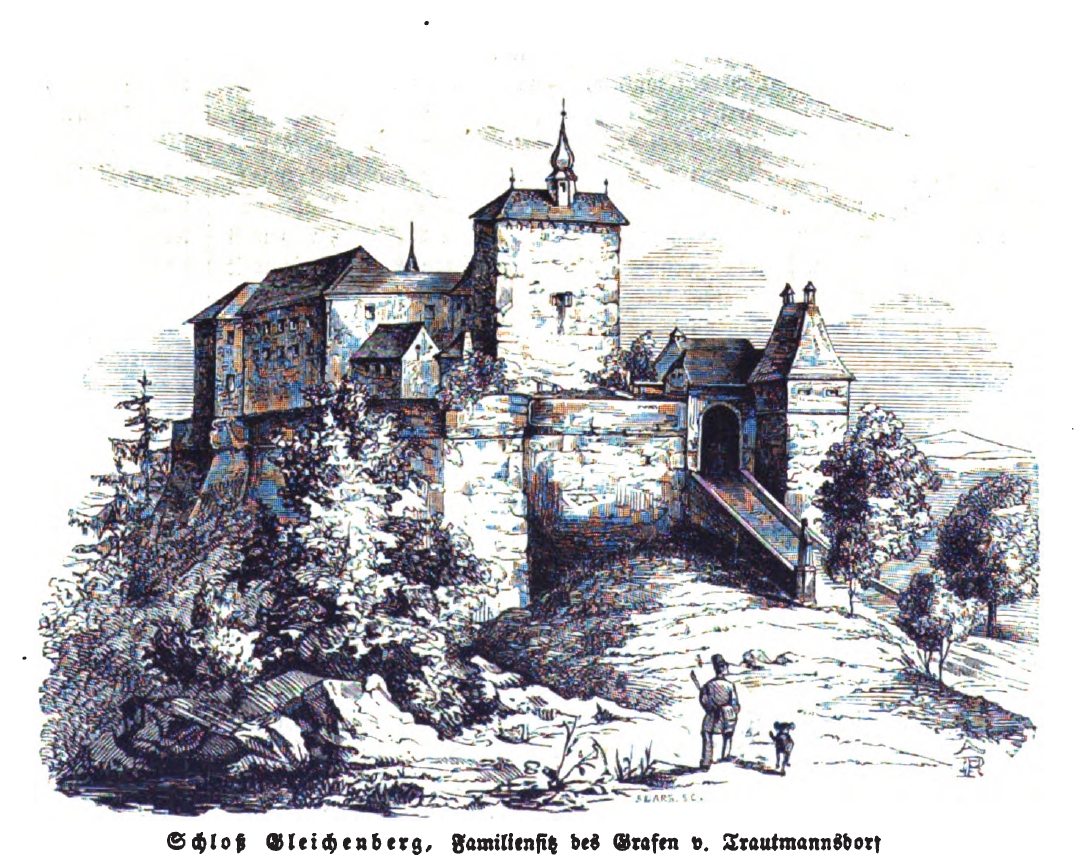
Burg Neu-Gleichenberg, Steiermark
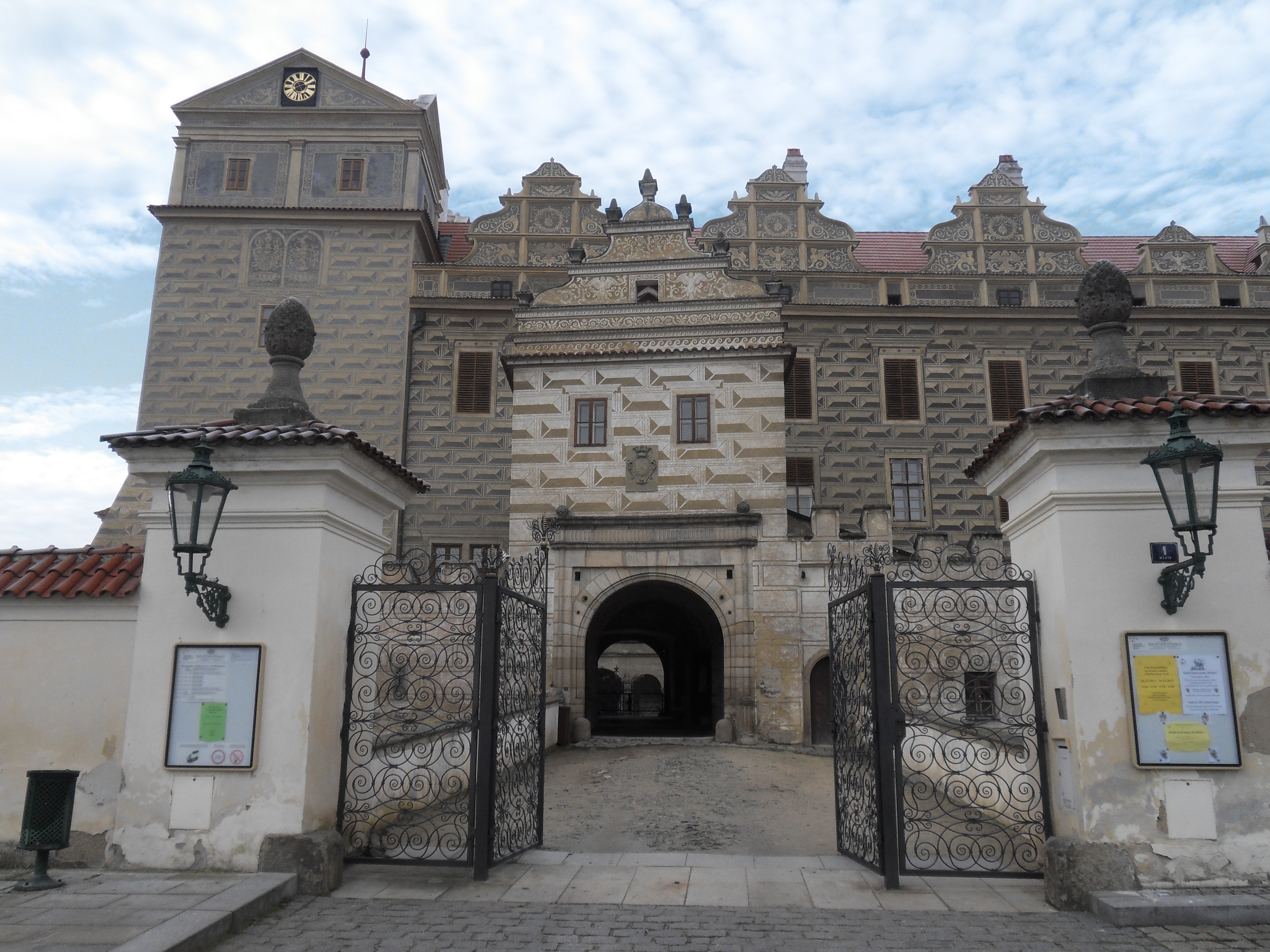
Schloss Bischofteinitz, Westböhmen
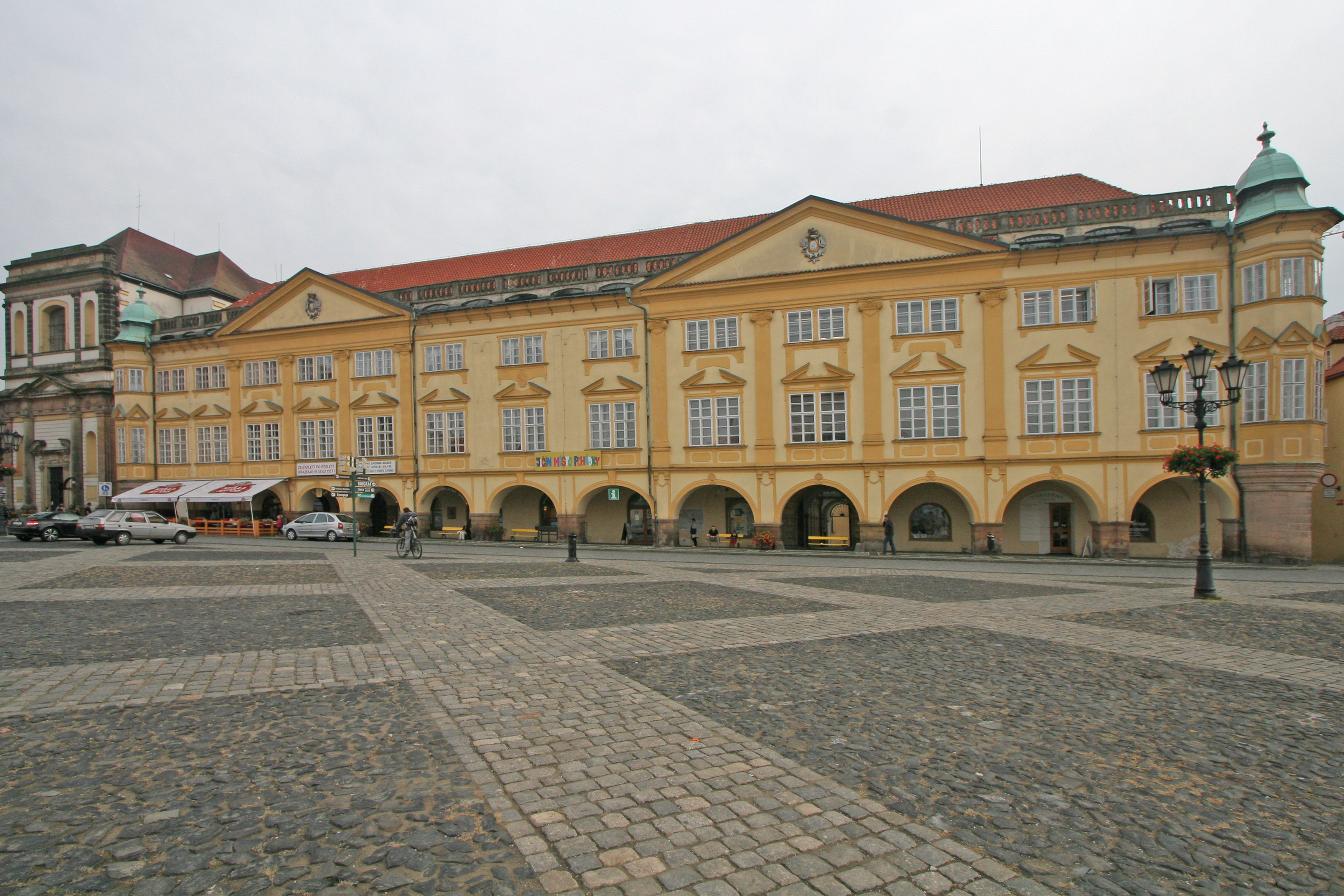
Schloss Gitschin, Nordostböhmen
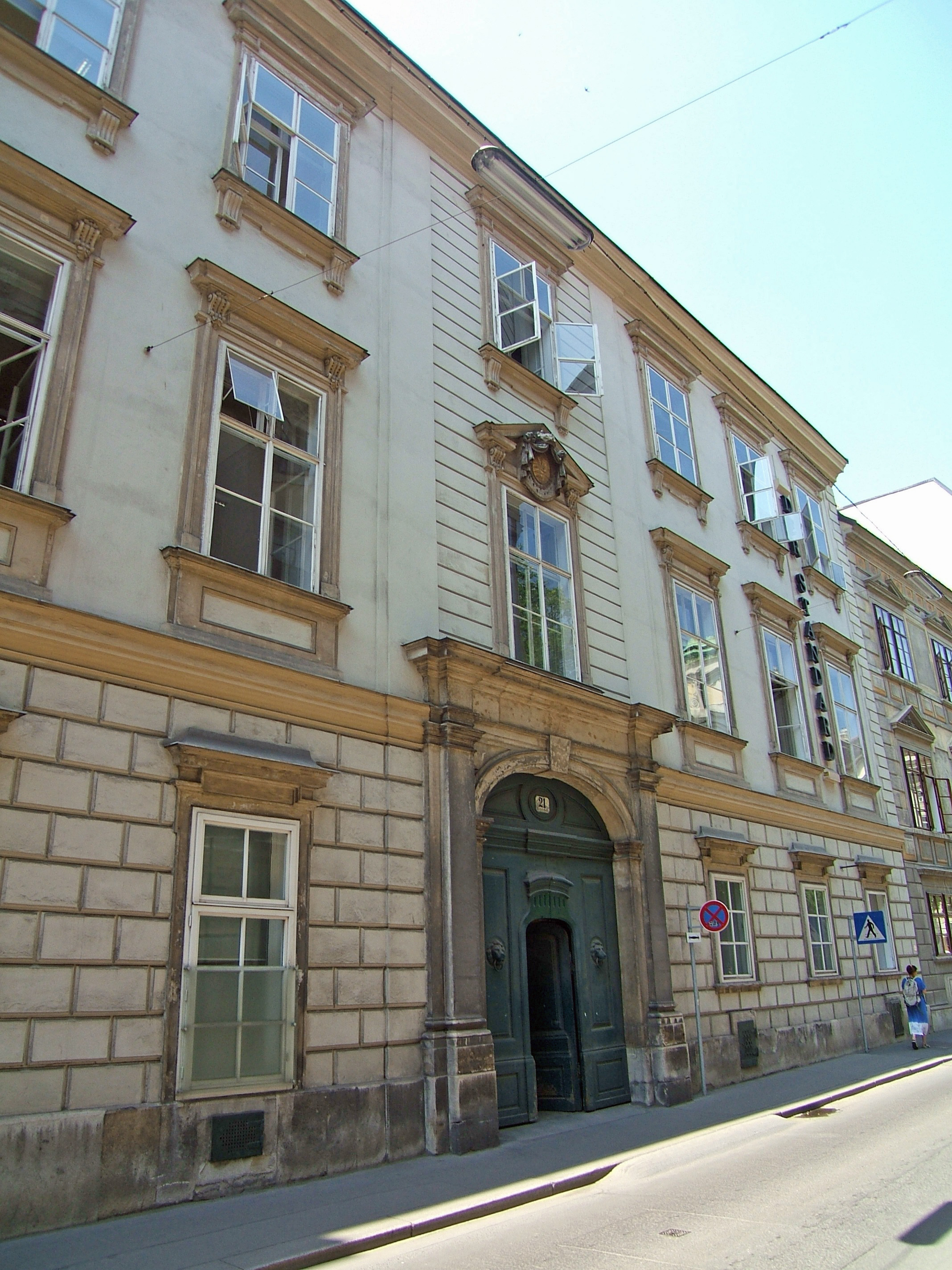
Palais Trauttmansdorff (Wien)
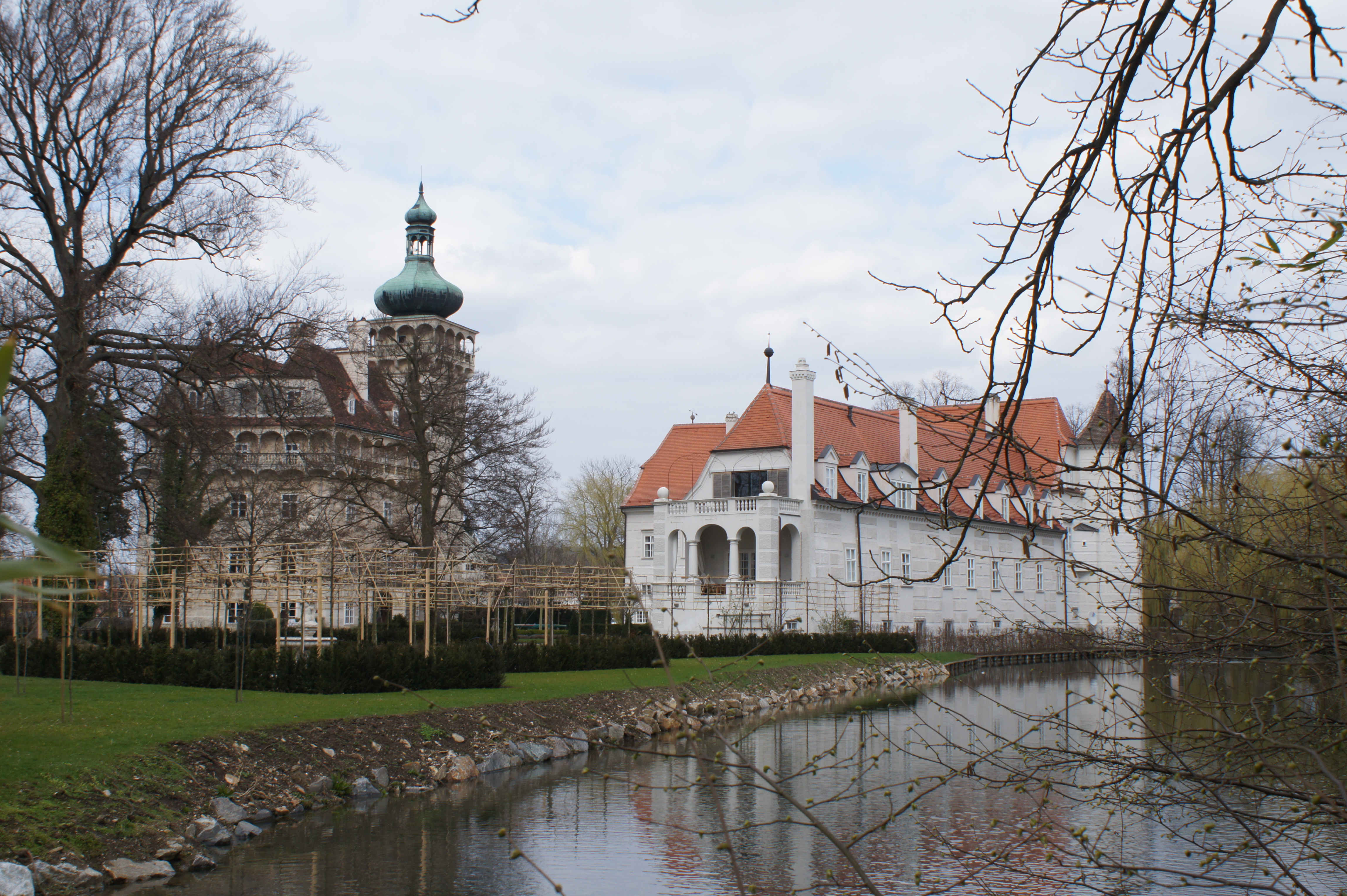
Schloss Pottenbrunn, Niederösterreich

### Namensträger

#### Fürsten von Trauttmansdorff-Weinsberg
- Franz Ferdinand (* 1749; † 1827), Graf und 1805 Reichsfürst, ⚭ Marie Caroline, Tochter von Graf Rudolf von Colloredo
  - Johann Nepomuk Josef Norbert (* 1780; † 1834), ⚭ Elisabeth Marie Philipine Landgräfin zu Fürstenberg-Weitra
    - Ferdinand Joachim (* 1803; † 1859), ⚭ Anna Prinzessin, Tochter von Karl Borromäus Franz Anton von und zu Liechtenstein
      - Karl Johann Nepomuk Ferdinand (* 1845; † 1921), ⚭ Josefine Marie Karoline Vincenzia Markgräfin Pallavicini
        - Ferdinand Alfons (* 1871; † 1915), ⚭ Maria Gabriele Prinzessin zu Schwarzenberg
          - Karl Joseph (* 1897; † 1976), ⚭ Johanna Gräfin Kinsky von Wchinitz und Tettau
            - Johannes Maximilian (* 1929; † 2012), ⚭ Johanna Prinzessin von Auersperg-Breunner
              - Johannes Markus (* 1960); ⚭ Natalie Gräfin von Hartig

#### Weitere Namensträger derer von Trauttmansdorff
- Christoph von Trautmannsdorf (* um 1425; † 1480), als Christoph I. Bischof von Seckau
- Johannes von Trauttmansdorff (* um 1430; † 1483), als Johannes III. Abt von Stift Admont
- Ulrich von Trauttmansdorff (* um 1446; † 1512), Propst von Stift Pöllau
- Adam von Trauttmansdorff (* 1579; † 1617), kaiserlicher Hofkriegsrat und Kommandant der Kroatischen Militärgrenze; fiel im Kampf gegen Venedig in Castel Rubbia (Görz) während des Krieges von Gradisca
- Maximilian von und zu Trauttmansdorff (* 1584; † 1650), österreichischer Politiker
- Adam Matthias von Trauttmansdorff (* 1617; † 1684), Marschall und königlicher Statthalter in Böhmen
- Siegmund Friedrich Graf von Trauttmannsdorff (* 1623; † 1675), Landeshauptmann der Steiermark, erwarb Schloss Trautenfels
- Siegmund Joachim von Trauttmansdorff († 1706), Feldmarschall
- Maria Anselma Gräfin von Trautmannsdorff († 1712) Oberin des heiligen Ordens der Annunciaten Coelestinen in Gradlitz
- Franz Ehrenreich von Trauttmannsdorff (* 1662; † 1719), österreichischer Diplomat und Politiker
- Franz Norbert von Trauttmannsdorff (* 1705; † 1786), kaiserlicher Oberst-Erblandmarschall von Böhmen und Ritter des goldenen Vlieses
- Ferdinand von Trauttmansdorff (* 1749; † 1827), österreichischer Diplomat und Politiker
- Ferdinand von Trauttmansdorff-Weinsberg (* 1825; † 1896), österreichischer Adliger, Diplomat und Politiker
- Maria Thaddäus von Trautmannsdorff (* 1761; † 1819), Bischof von Königgrätz (H, Erzbischof von Olmütz)
- Gräfin Therese Trauttmansdorff (* 1784; † 1847) errichtete ein Armenhaus in Hietzing im heutigen 13. Wiener Gemeindebezirk; dort befindet sich die 1894 nach ihr benannte Trauttmansdorffgasse
- Joseph von Trauttmansdorff (* 1807; † 1867), Herr auf Schloss Trauttmansdorff in Meran, Graf der Steiermark[9][10]
- Ferdinand Graf von Trauttmansdorff (1825–1896), 1879–1896 Präsident des österreichischen Herrenhauses
- Josef Graf von Trauttmansdorff-Weinsberg (* 30. Juni 1894[11] auf Schloss Fridau; † 1945), ⚭ Helene, von den Nationalsozialisten wegen Beteiligung am Widerstand am 13. April 1945 hingerichtet (siehe: Widerstandsgruppe Kirchl-Trauttmansdorff), Josef-Trauttmansdorff-Straße beim Schloss Pottenbrunn 1974 nach ihm benannt
- Maximilian Karl Graf zu Trauttmansdorff, Jurist und Generalsekretär der eine „Schaffung der Grundlagen für eine Vereinigung der Völker Europas auf föderativer Basis“ erstrebenden Europäischen Akademie[12]
- Helene (Ellie) Julia Gräfin Trauttmansdorff-Weinsberg (* 1. Juni 1908 in London; † 1945) seine Frau, ebenfalls am 13. April 1945 hingerichtet. Nichte von Constantin Freiherr Economo von San Serff, geborene Freiin Economo von San Serff.
- Ferdinand Trauttmansdorff (* 1950), österreichischer Diplomat
- Victoria Trauttmansdorff (* 1960), österreichische Schauspielerin
- Johannes Trauttmannsdorff (* 1970), Land- und Energiewirt, entwickelte Windenergie und Holzheizkraftwerke, etwa den Tauernwindpark,[13] Geschäftsführer der ImWind Gruppe[14]
- Douglas Hoyos-Trauttmansdorff (* 1990), österreichischer Politiker

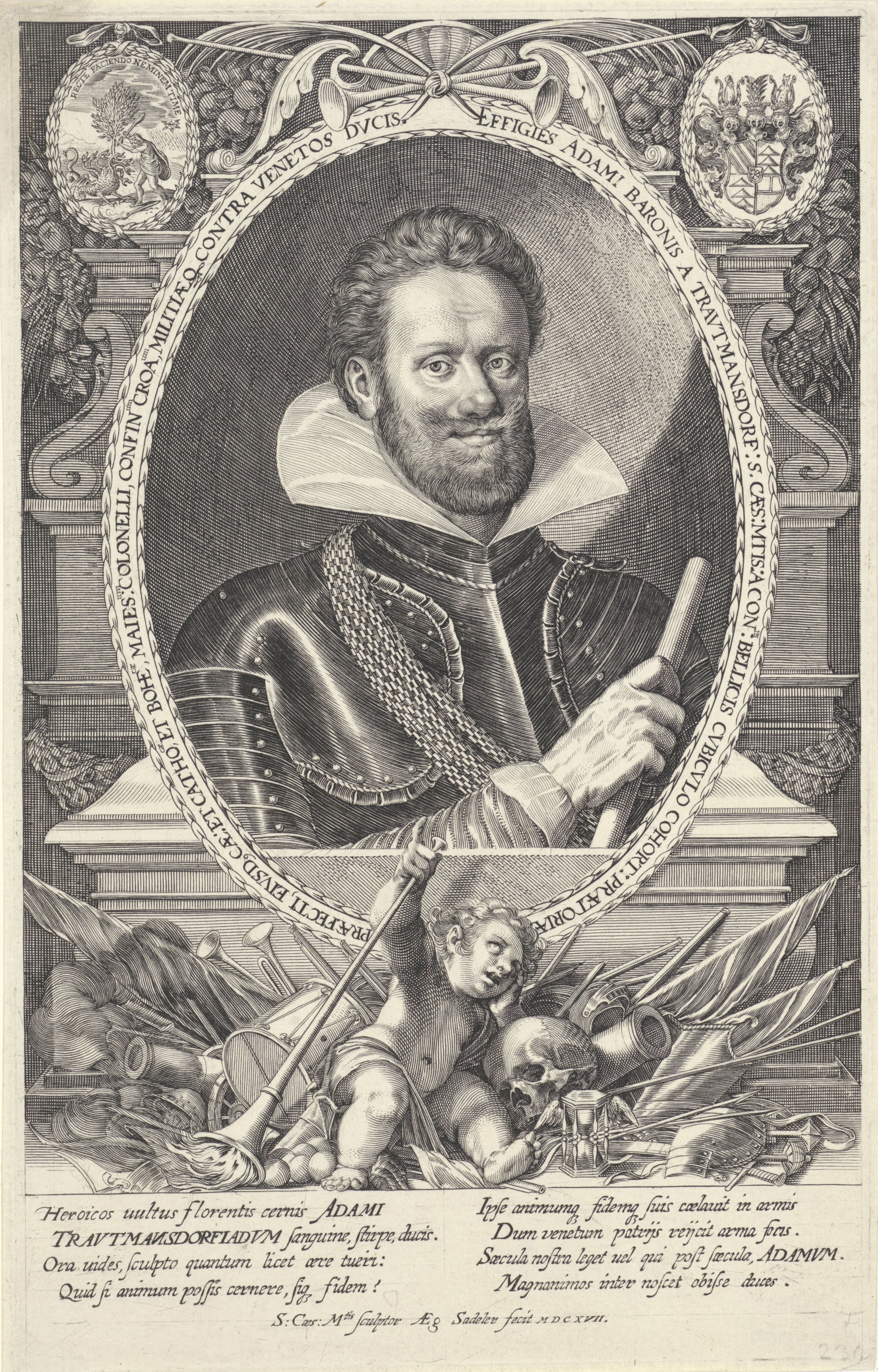
Adam Freiherr von Trauttmansdorff, kaiserlicher Hofkriegsrat und Kommandant der Militärgrenze gegen Kroatien
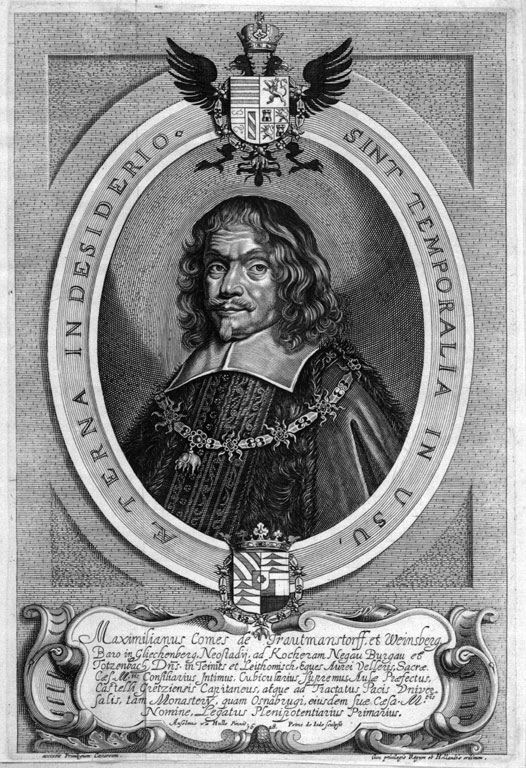
Maximilian Graf von und zu Trauttmansdorff, kaiserlicher Berater und Minister
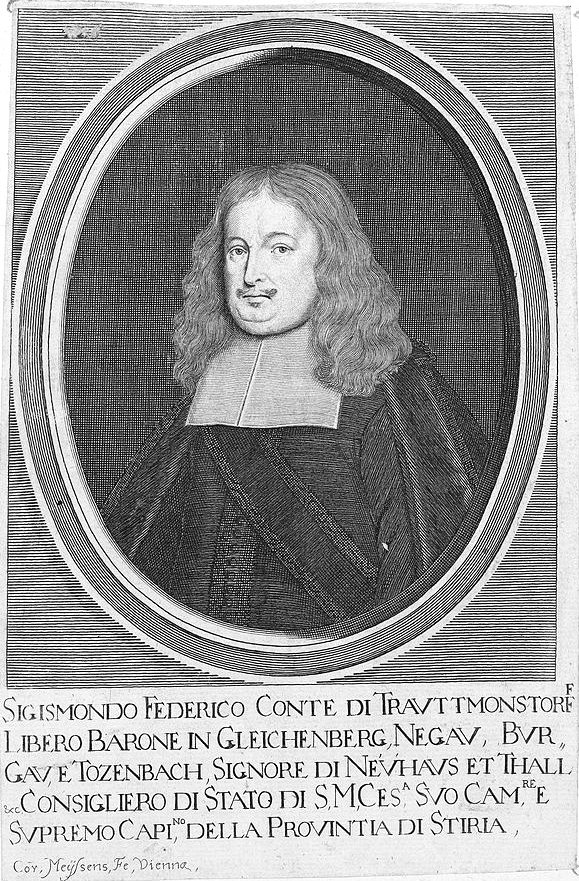
Siegmund Friedrich Graf von Trauttmansdorff, Landeshauptmann der Steiermark
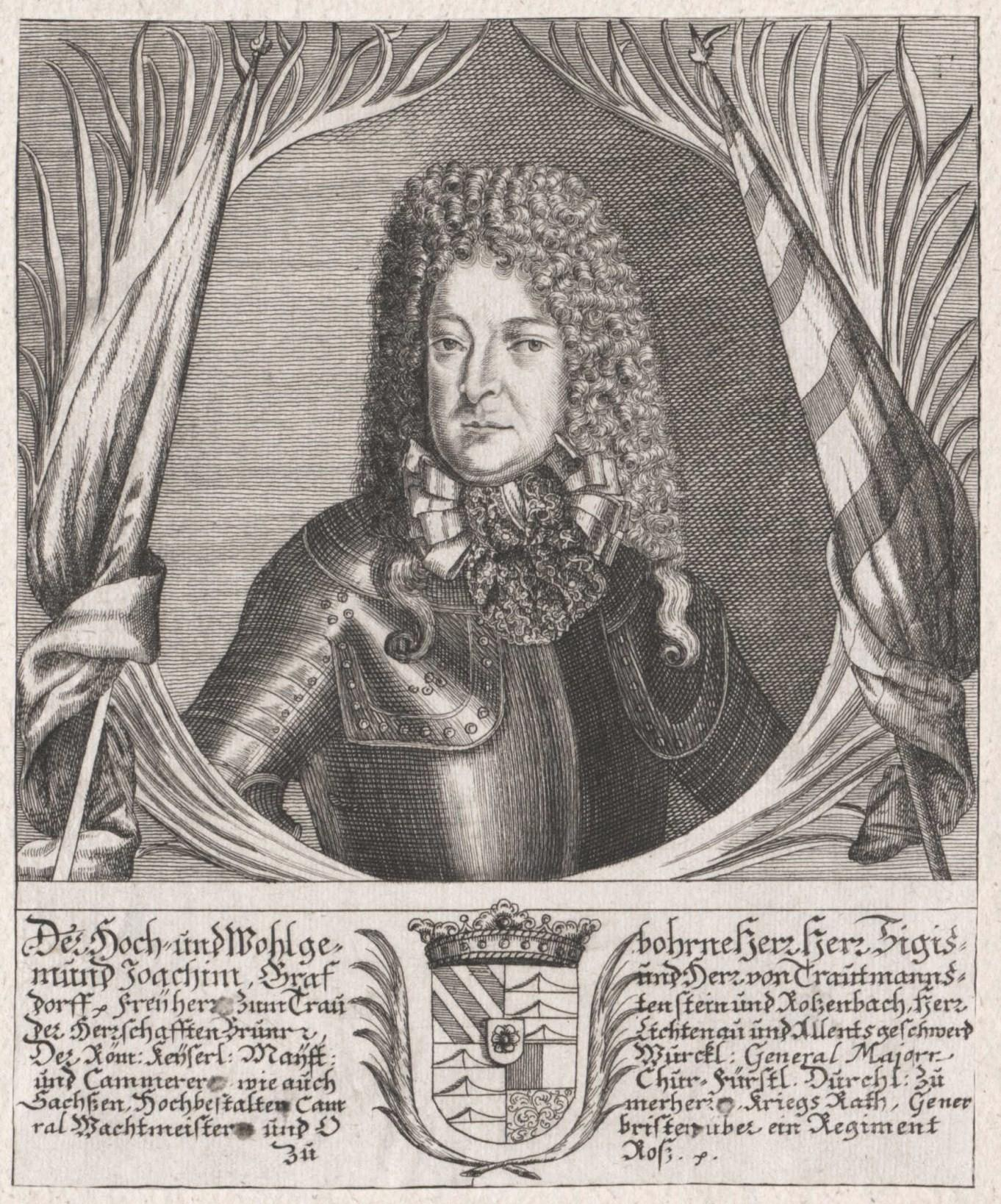
Siegmund Joachim Graf von Trauttmansdorff, Feldmarschall
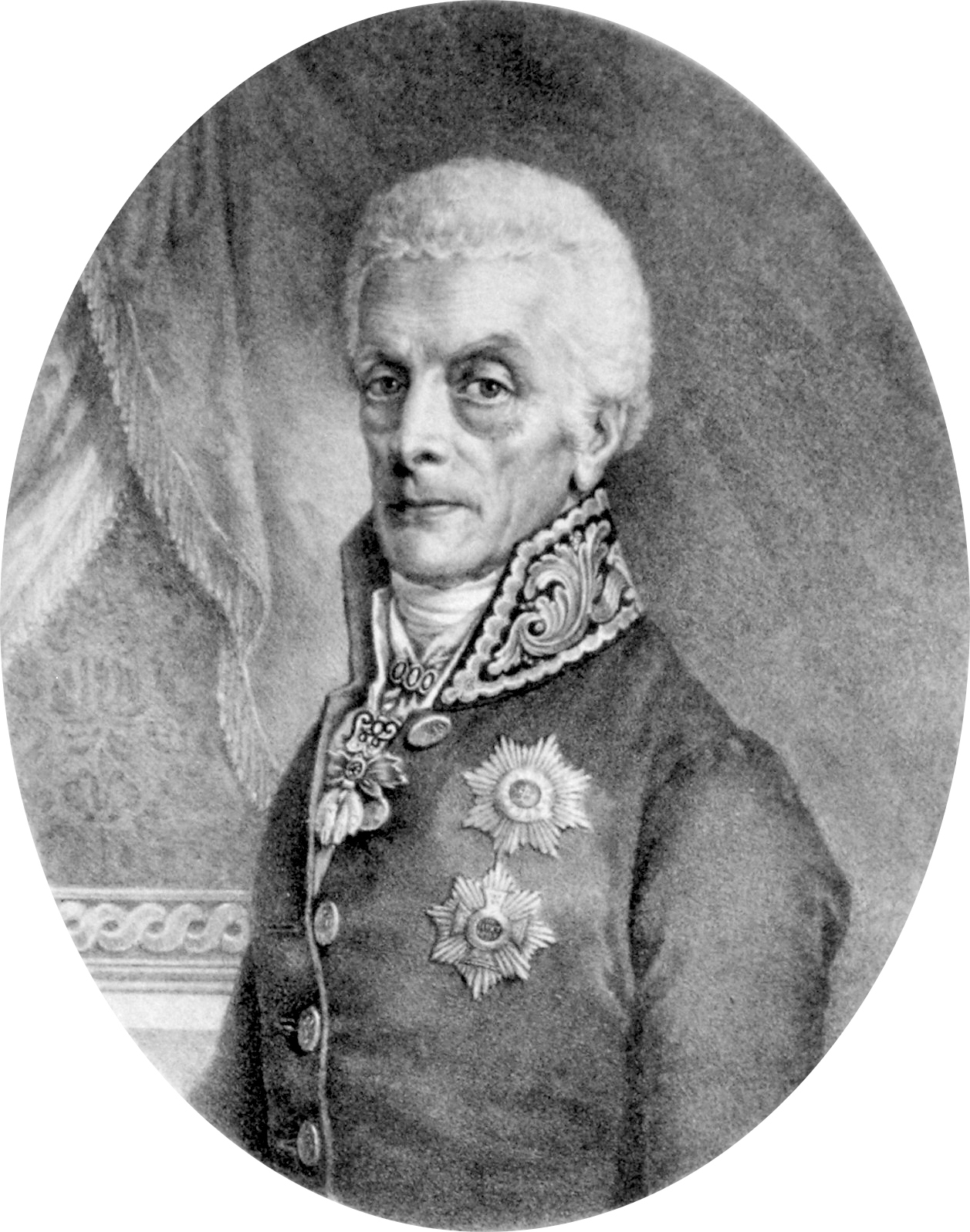
Ferdinand Fürst zu Trauttmansdorff, österreichischer Diplomat und Politiker

### Nobilitierungen

#### Freiherren, Reichsgrafen, Fürsten
Das Geschlecht bekam 1598 zu Prag den erbländisch-österreichischen Freiherrnstand zuerkannt. Sie erhielten 1623 die reichsgräfliche Würde (1625 mit böhmischer Bestätigung und ungarischem Indigenat; 1667 böhmischem Inkolat) sowie 1805 die reichsfürstliche und böhmische fürstliche Würde.
1861 wurde dem Geschlecht Trauttmansdorff die erbliche Mitgliedschaft des Herrenhauses des österreichischen Reichsrats zuteil.

#### Beiname Weinsberg
Der Beiname Weinsberg leitet sich von der reichsunmittelbaren Herrschaft Weinsberg in Württemberg ab, die Maximilian von Trauttmansdorff während des Dreißigjährigen Kriegs von 1635 bis 1648 als kaiserliche Dotation in Besitz hatte, nach dem Westfälischen Frieden aber an Württemberg zurückgab. Der Name wurde jedoch beibehalten, da der Familienname 1639 auf Grund einer kaiserlichen Verleihung zu Trauttmansdorff-Weinsberg erweitert worden war.

#### Schwäbisches Reichsgrafenkollegium

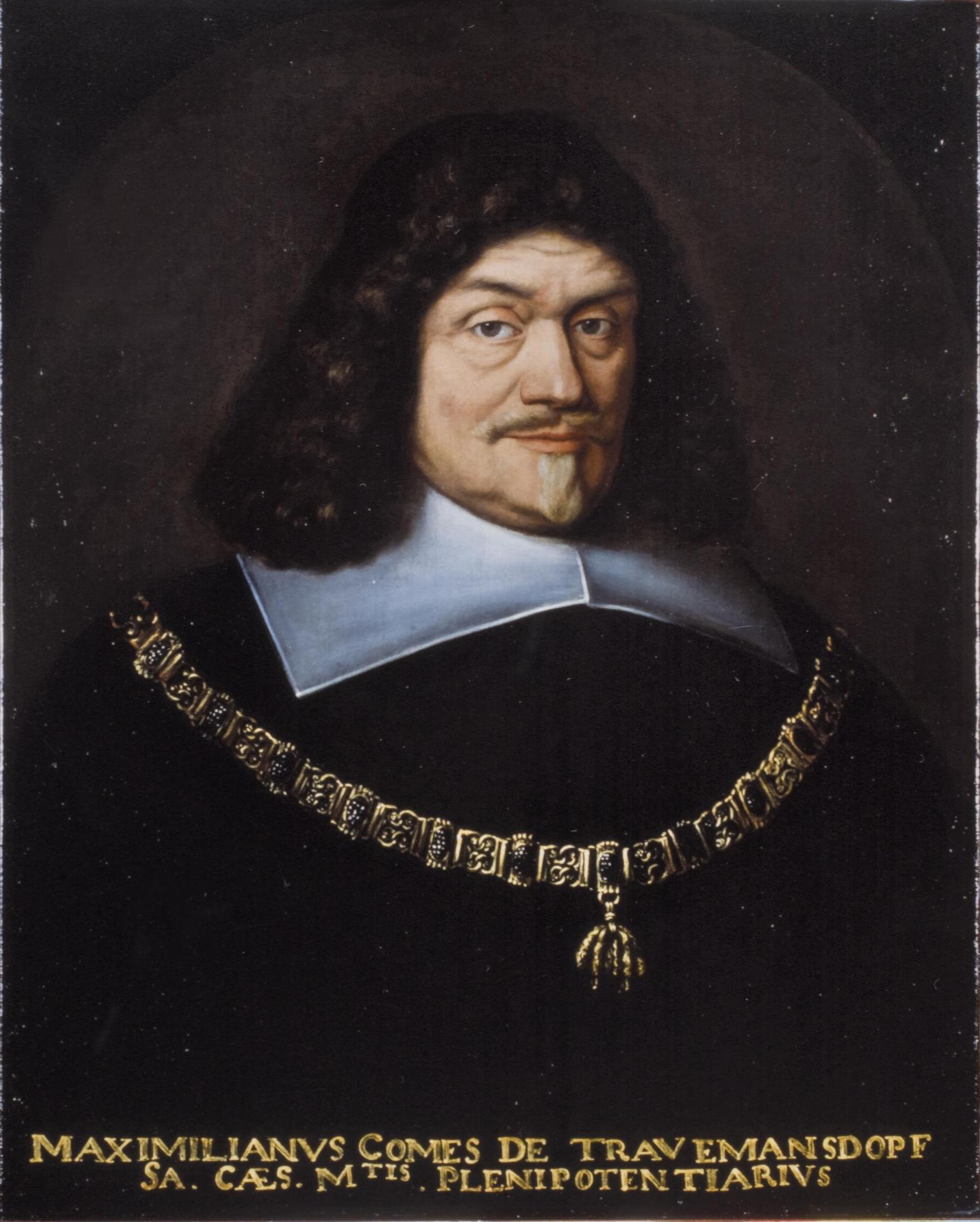
Maximilian von und zu Trauttmansdorff (1584–1650), Kaiserlicher Geheimer Rat, Kämmerer und Obersthofmeister

1778 wurde die Familie aufgrund der Abstammung von Graf Maximilian, der für Weinsberg 1631 in das Schwäbische Reichsgrafenkollegium des Reichsfürstenrats aufgenommen worden war, in dieses Kollegium des Reichstags wieder eingeführt und zwar zunächst als „Personalist“, da kein aktueller Besitz eines reichsständischen Territoriums bestand. Am 6. Januar 1805 erfolgte dann der Erwerb der reichsunmittelbaren Herrschaft Umpfenbach, die 1805 zur gefürsteten Reichsgrafschaft erhoben wurde, um dem bedeutenden österreichischen Staatsmann Graf Franz Ferdinand den Aufstieg zum Reichsfürsten zu ermöglichen. Dieser Besitz wurde aber nach dem Ende des Alten Reichs und seiner Institutionen (1806) im Jahre 1812 wieder verkauft.

## Wappen
Blasonierung: Das Stammwappen zeigt in von Rot und Silber gespaltenem Schild eine sechsblättrige rote Rose verwechselter Farbe. Auf dem Helm mit rot-silbernen Helmdecken die Rose vor einem von Rot und Silber gespaltenen Hahnenfederbusch.

### Historische Wappendarstellungen

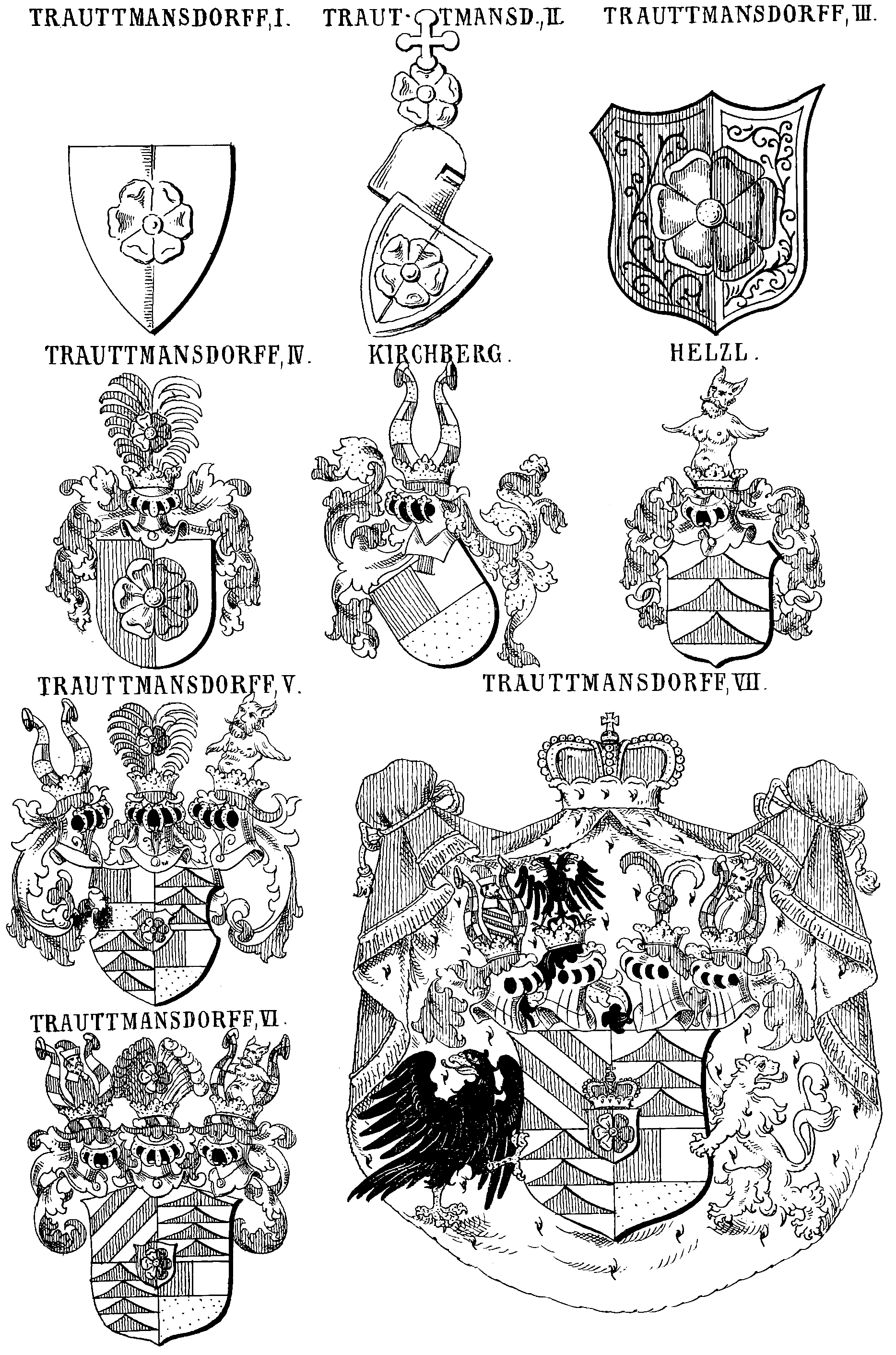
Wappenentwicklung derer von Trauttmansdorff
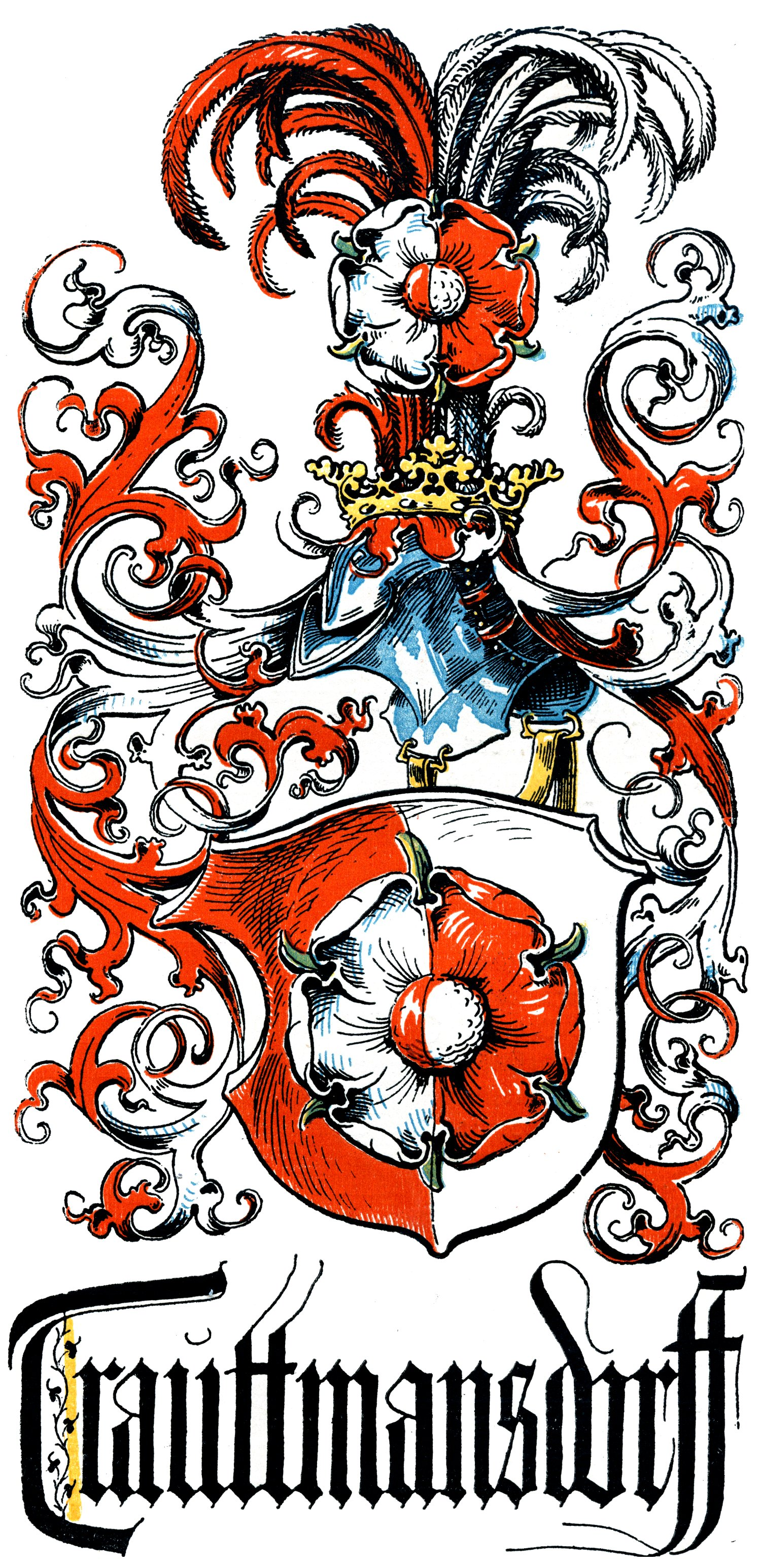
Stammwappen von Otto Hupp im Münchener Kalender von 1901
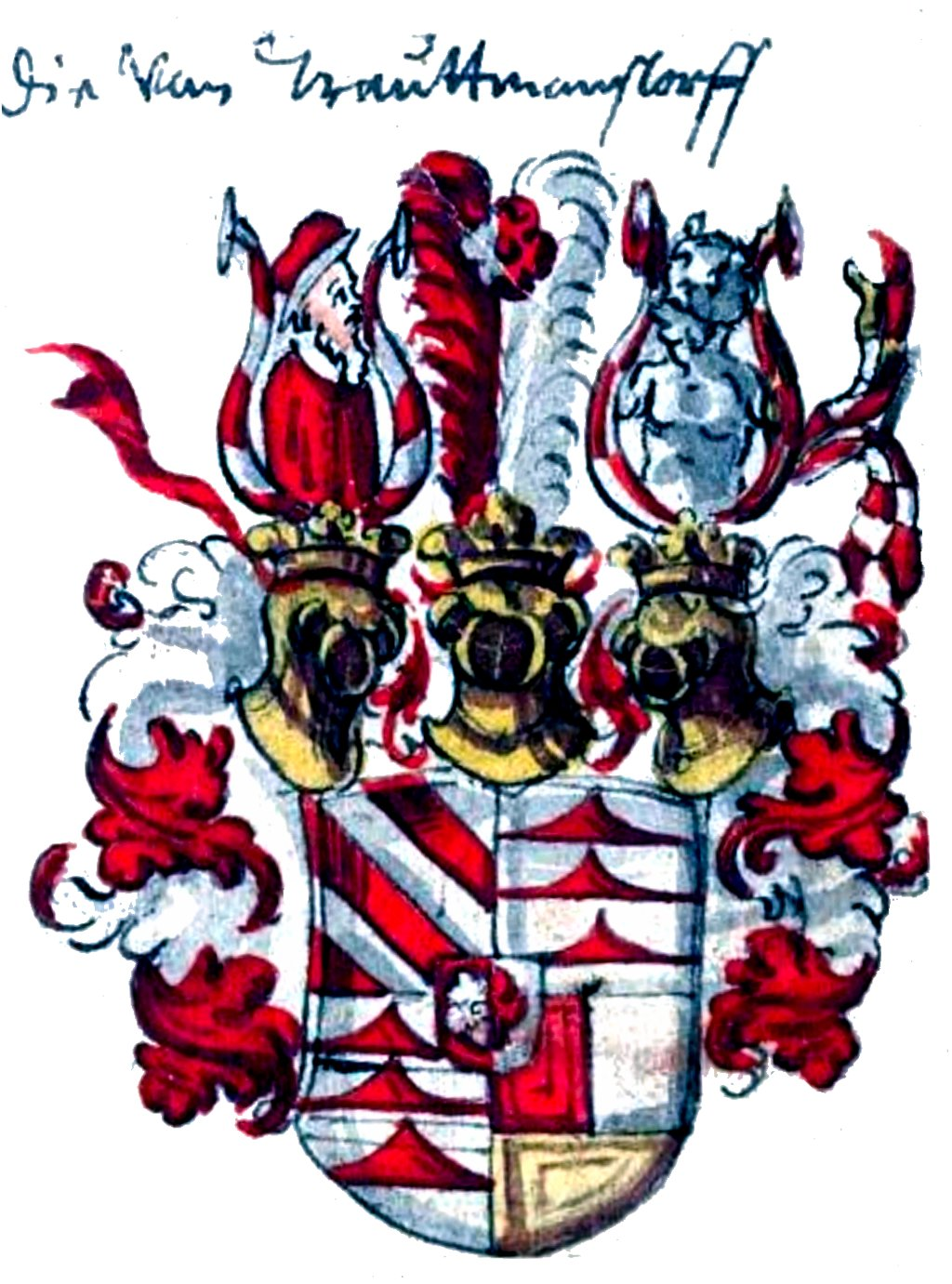
Wappen in Sammlung von Wappen aus verschiedenen, besonders deutschen Ländern
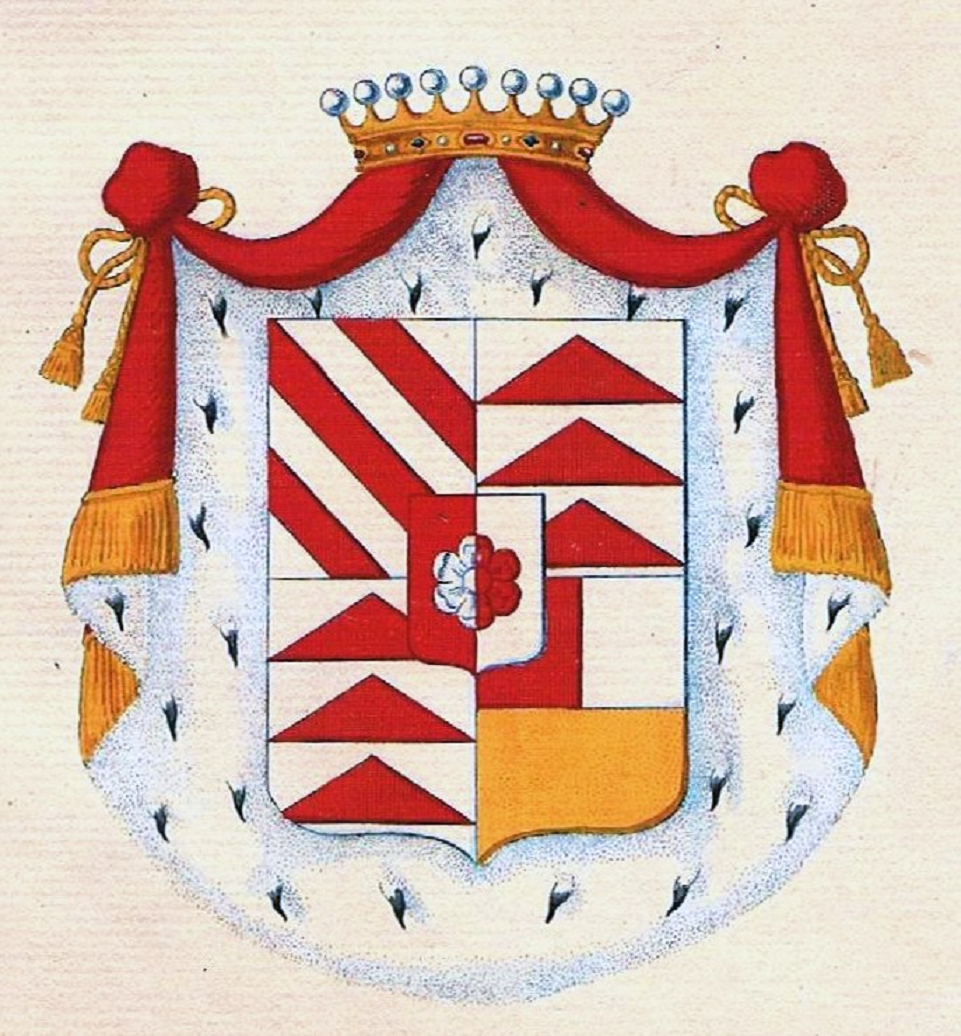
Gräfliches Wappen derer von Trauttmansdorff, altkolorierter Wappen-Kupferstich in Fürstenkolorit, aus Wappenbuch der Österreichischen Monarchie von 1835 von J. A. Tyroff. Band VII., Nr. 94
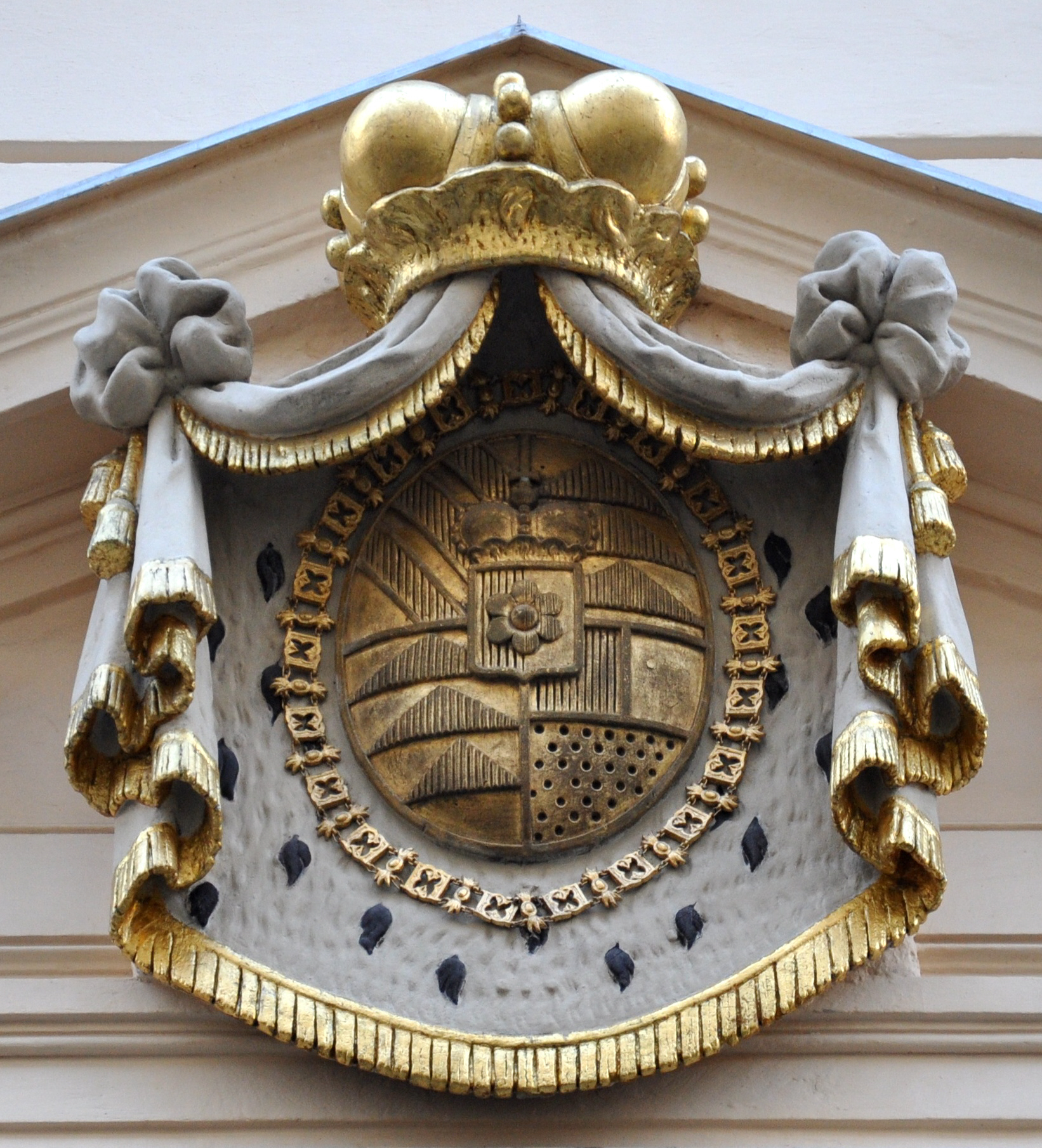
Fürstliches Wappen derer von Trauttmansdorff, am Palais Trauttmansdorff (Wien); verm. von Franz Ferdinand von Trauttmansdorff (*1749; 1827)
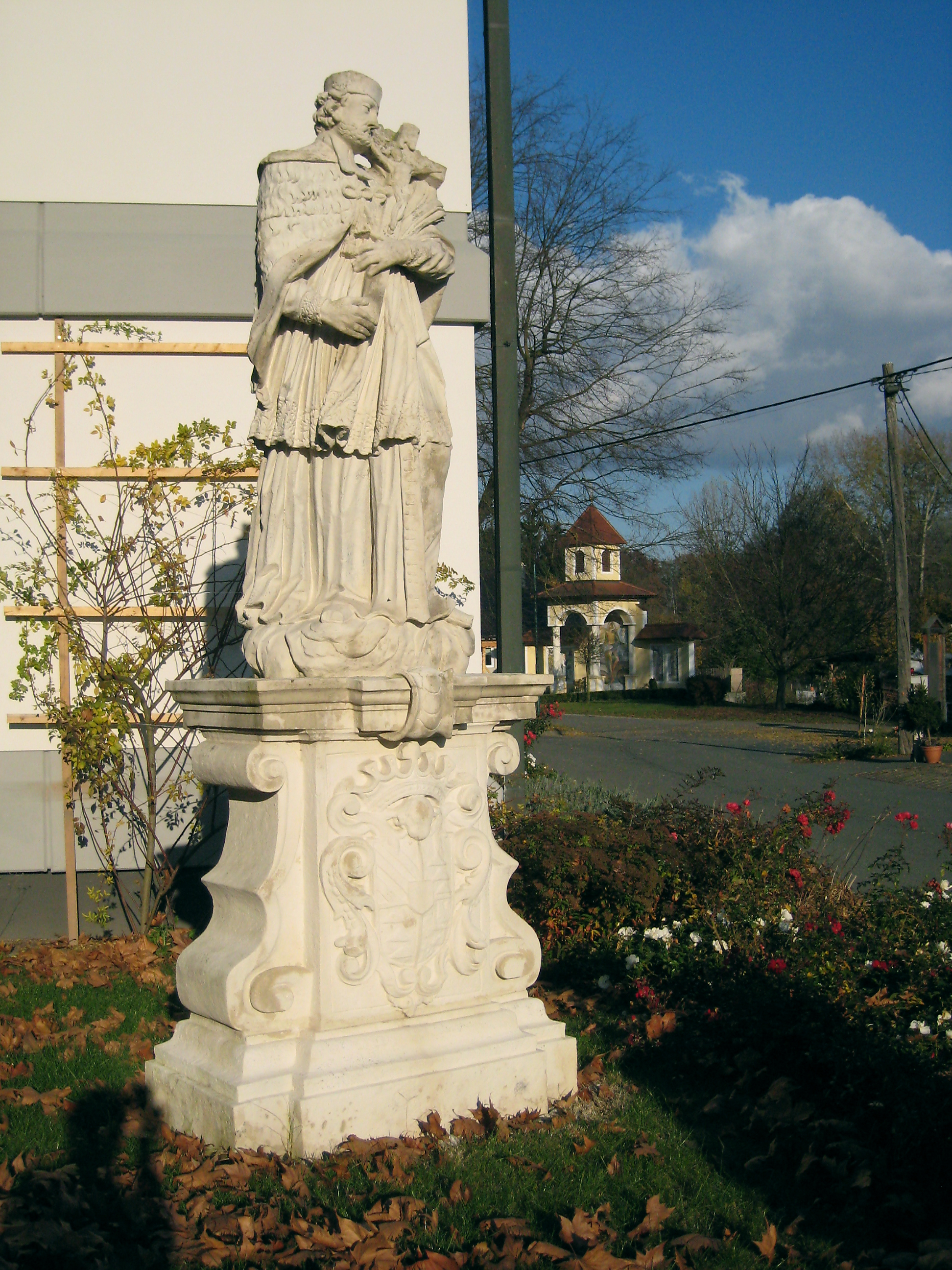
Statue des hl. Johannes Nepomuk bei Schloss Retzhof mit dem Wappen als Sockelrelief

## Trivia
- Zu Ehren von Fürst Ferdinand von Trauttmansdorff wurde ein Dessert nach ihm benannt. Reis Trauttmansdorff ist ein Milchreis mit Früchten.